# Corinne Gendron

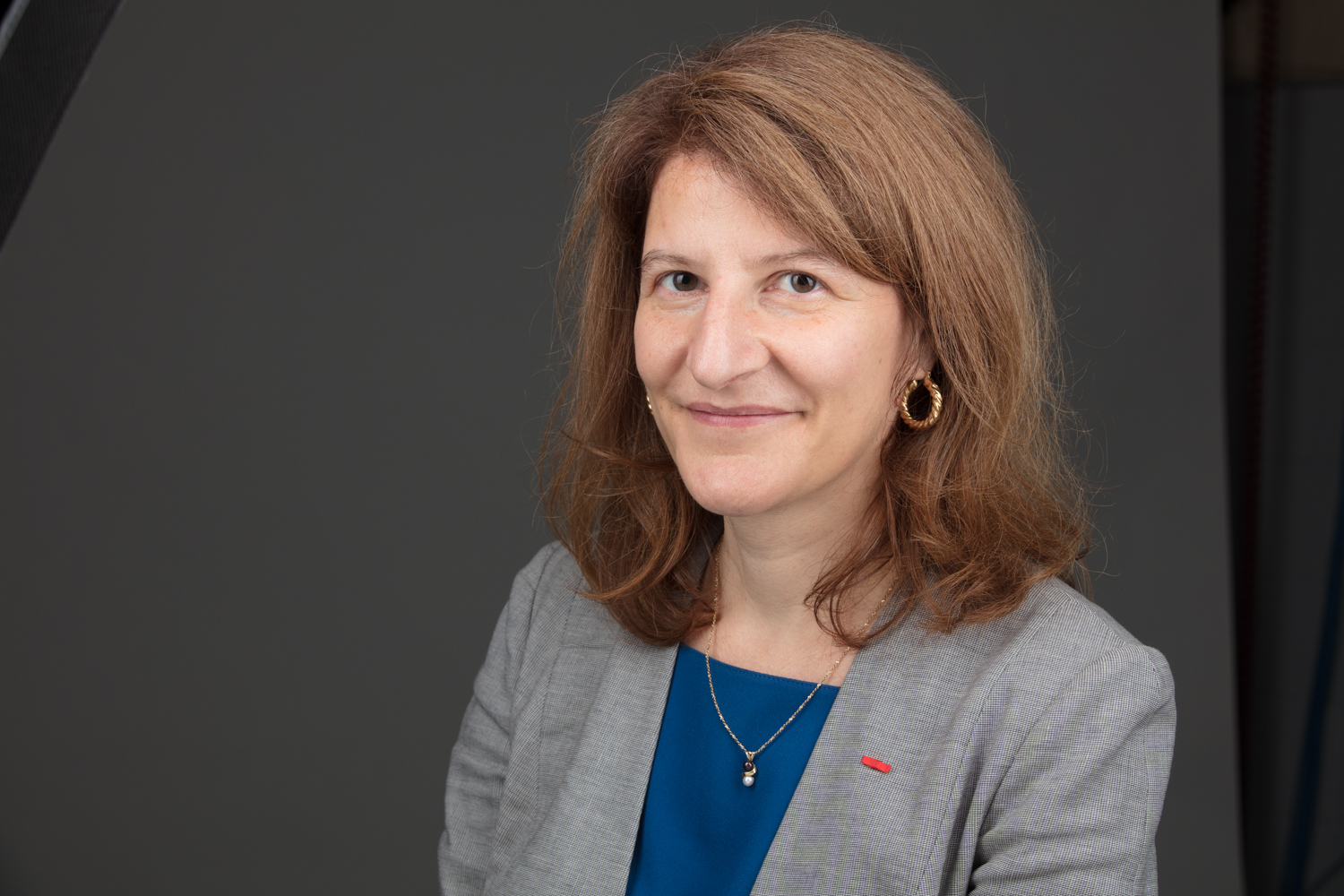
Corinne Gendron, 2021

Corinne Gendron (* 19. Juni 1968 in Montreal, Québec, Kanada) ist eine kanadische Soziologin, die sich auf neue Formen der Wirtschaftsregulierung spezialisiert hat. Sie ist Professorin an der Université du Québec à Montréal (UQAM).

## Studium
Nach einem Bachelor in Rechtswissenschaften der UQAM in 1989 hat Corinne Gendron ein Master of Business Administration von der HEC Montreal in 1993 erworben. 2000 hat sie in Soziologie an der UQAM promoviert.

## Karriere
Corinne Gendron leitete über 15 Jahre lang den Lehrstuhl für soziale Verantwortung und nachhaltige Entwicklung an der Université du Québec à Montréal (UQAM), der heute unter dem Namen Chercheur.es en responsabilité sociale et développement durable (CRSDD) bekannt ist. Sie ist Professorin in der Abteilung für Strategie, soziale Verantwortung und Umwelt an der École des sciences de la gestion (Hochschule für Managementwissenschaften) der UQAM.
Sie ist eine der Gründerinnen der Montreal School of Corporate Social Responsibility und hat durch zahlreiche wissenschaftliche Veröffentlichungen zur Erforschung des Institutionalisierungsprozesses der Bewegungen des fairen Handels, der sozial verantwortlichen Investitionen und des engagierten Konsumismus in verschiedenen Sektoren beigetragen. Seit Mai 2011 ist sie Mitglied des Ausschusses für die strategische Umweltprüfung zum Thema Schiefergas der Regierung von Quebec. Seit 2011 ist sie außerdem Mitglied des Bureau d'audiences publiques sur l'environnement (BAPE). 
Sie ist Mitglied des Verwaltungsrats des Fonds de recherche du Québec - Société et culture (FRQSC) und war von 2013 bis 2020 auch Mitglied des Verwaltungsrats der UQAM. Seit 2013 ist sie Vorsitzende des wissenschaftlichen Beirates des Institut National de l'Environnement Industriel et des Risques (INERIS) in Frankreich.
Seit 2020 ist sie Mitglied des wissenschaftlichen Beirats des französischen Vereins Fair zur Förderung der Solidarität beim Sparen und im Finanzwesen.

## Forschungsthemen
Corinne Gendron ist auf soziale und ökologische Verantwortung, Innovation und soziale Akzeptanz sowie Governance spezialisiert. Sie forscht über die sozialen Vorstellungen der wirtschaftlichen und politischen Elite, die Entwicklung von Unternehmen als soziale Institution und die soziale Akzeptanz neuer Technologien und Großprojekte.

## Auszeichnungen
Sie hat den Preis für die beste Doktorarbeit des Instituts für Wirtschaftsforschung (IRÉC) für ihre Dissertation mit dem Titel „Éthique et développement économique: le discours des dirigeants d’entreprises sur l’environnement“ (Ethik und wirtschaftliche Entwicklung: der Umweltdiskurs von Unternehmensleitern) erhalten.
2014 wurde sie zum Mitglied der Französischen Académie des technologies gewählt, wo sie als Ko-Vorsitzende des Bereichs Technologies, Économies et Sociétés fungiert.
2015 wurde sie in den Rang eines Ritters der französischen Ehrenlegion erhoben.
2019 wurde sie als Mitglied der Royal Society of Canada aufgenommen.

## Veröffentlichungen (Auswahl)
- 2013. mit Bernard Girard. Repenser la responsabilité sociale de l'entreprise L'école de Montréal, Armand Colin.
- 2013. Regulation Theory and Sustainable Development: Business Leaders and Ecological Modernisation, Routledge.
- 2010. mit Jean-Guy Vaillancourt und René Audet. 2010. Développement durable et responsabilité sociale. De la mobilisation à l'institutionnalisation, Presses Internationales Polytechnique.
- 2009. mit Véronique Bisaillon et Arturo Palma-Torres. Quel commerce équitable pour demain, Les Presses ÉCLM (Paris) et Écosociétés (Montréal).
- 2007. Vous avez dit développement durable?, Les Presses internationales Polytechnique.
- 2007. mit Jean-Guy Vaillancourt. Environnement et sciences sociales. Les défis de l'interdisciplinarité, Collection Sociologie contemporaine, Presses de l'Université Laval.
- 2006. Le développement durable comme compromis. La modernisation écologique de l’économie à l’ère de la mondialisation, Collection Pratiques et politiques sociales et économiques, Presses de l’Université du Québec.
- 2006. mit Jean-Guy Vaillancourt. Économie, Société et environnement, Les Presses de l’Université Laval.
- 2004. La gestion environnementale et ISO 14 001, Les Presses de l’Université de Montréal.
- 2003. mit Jean-Guy Vaillancourt (dir.). Développement durable et participation publique. De la contestation écologiste aux défis de la gouvernance, PUM.